# Giovanni della Vergine del Castellar
Giovanni della Vergine del Castellar, in spagnolo: Juan de la Virgen del Castellar, al secolo Juan Francisco Joya y Corralero (Villarrubia de Santiago, 16 maggio 1898 – Cuenca, 24 settembre 1936), è stato un religioso spagnolo dell'Ordine della Santissima Trinità. Venne fucilato dai repubblicani, in odium fidei, durante la guerra civile spagnola e venne beatificato come martire da papa Benedetto XVI nel 2007.

## Biografia
Juan Francisco Joya y Corralero nasce il 16 maggio 1898 a Villarrubia de Santiago (provincia di Toledo-Spagna). Il 16 dicembre 1918, ad Algorta (Biscaglia), veste l'abito trinitario come fratello cooperatore, prendendo il nome di Giovanni della Vergine del Castellar. Pronunci ai suoi primi voti il 8 febbraio 1920. Poco tempo dopo viene inviato a Santiago del Cile, dove il 26 luglio 1923 emette la sua professione solenne. In seguito è destinato a Buenos Aires e al convento di San Carlino alle Quattro Fontane, dove risiede dal 1930 al 1932; infine, dal 1932 al 1936, è conventuale di Belmonte. È conosciuto per aver fondato due associazioni per i bambini: la Pia Associazione della Santissima Trinità a Buenos Aires e la Associazione del Bambino Gesù a Belmonte.
Quando il 28 luglio 1936 la città di Belmonte viene occupata dai miliziani repubblicani, Giovanni e i suoi compagni di comunità Luigi di San Michele dei Santi, Giacomo di Gesù e Melchiorre dello Spirito Santo, furono arrestati il 29 luglio e portati in carcere. I quattro religiosi vengono fucilati il 24 settembre 1936 alle porte del cimitero di Cuenca.

## Culto
Giovanni della Vergine del Castellar fu beatificato il 28 ottobre 2007, a Roma, su mandato di papa Benedetto XVI, in una cerimonia presieduta dal cardinale José Saraiva Martins, prefetto della Congregazione per le cause dei santi, insieme ai 498 martiri spagnoli, uccisi "in odium fidei" durante la guerra civile spagnola.
Il Martirologio romano riprende la memoria del beato Giovanni il 24 settembre, ma la Santa Sede ha concesso la sua memoria liturgica il giorno 6 novembre, insieme a tutti i martiri della guerra civile spagnola. Le reliquie dei martiri di Belmonte si venerano nella chiesa di San Giovanni di Matha di Alcorcón.